# Mezinárodní společnost pro vědomí Kršny
Mezinárodní společnost pro vědomí Kršny (angl. zkratka ISKCON), známá též jako hnutí Haré Kršna, je náboženská organizace vycházející z kulturních a duchovních tradic bengálského višnuismu (neboli gaudíja vaišnavabád). Společnost byla založena 13. července 1966 v New Yorku. Jejím zakladatelem byl indický guru A.C. Bhaktivédanta Svámi Prabhupáda, který připlul do Spojených států amerických v roce 1965 za účelem šíření povědomí o tomto náboženském učení, které podle tradice sahá až k samotnému bohu Kršnovi. Prabhupáda tak dle svých slov následuje pouze pokyny svého duchovního mistra Bhaktisiddhánty Sarasvatího, který v roce 1920 založil náboženskou organizaci Gaudíja math, z které Prabhupáda vycházel.
Mezinárodní společnost pro vědomí Kršny bývá obvykle akademiky označována jako jeden z projevů tzv. nových náboženských hnutí. Toto označení však mnozí členové nepřijímají a tvrdí, že toto hnutí bylo sice založeno v druhé polovině 20. století, ale že jeho kořeny sahají hluboko do minulosti lidstva, a to přinejmenším do tzv. védského období, které ovšem členové hnutí situují do mnohem starších dob, než jak je toto období tradičně definováno historiky.
Také je možné se setkat s označením neo-hinduismus. To je nicméně také problematické, neboť samotná kategorie hinduismu je vlivem postkoloniální kritiky a postmoderny vnímána jako zcela nevhodný, a dokonce i škodlivý nástroj k popisu náboženského života Indie. Této kritice se nevyhnula ani kategorie náboženství, jejíž problém tkví hlavně v tom, že je postavena na křesťanských hodnotách Západní Evropy. A navíc tu zůstává problém, nakolik je možné hnutí Haré Kršna opravdu označit za hinduistické hnutí, které se ve všech ohledech přidružuje klasického hindiusmu.
ISKCON sice není jediným případem višnuismu na Západě, je však jeho dominantní formou. Vedle tohoto hnutí existuje řada ostatních společností: Mise Pána Čaitanji, Bhakti márga (Svámi Višvánanda) apod. Tedy ne všichni příznivci a následovníci čaitanjovského bhaktického hnutí musí být nutně členové Mezinárodní společnosti pro vědomí Kršny. Existuje řada praktikujících věřících, kteří z hnutí odešli s touhou zajistit jeho nápravu (viz tzv. ISKCON revival movement), nebo dokonce na toto hnutí a prabhupádovskou tradici vůbec nenavazují.

## Založení hnutí
Zásadní myšlenky a učení hnutí sahají minimálně do 16. století do oblasti východní Indie, kde se narodil a svůj život strávil světec Čaitanja Mahárabhu. Tento zbožný asketický mnich a reformátor, který je příslušníky hnutí považován za jedno z Kršnových vtělení (avatár), je známý především svoji oddanou láskou k bohu, neboli bhakti. Čaitanja Maháprabhu se stal zakladatelem tzv. sankírtanového hnutí, které spočívá především ve společném zpívání svatých jmen v ulicích a v kázání učení bhakti-jógy. Hnutí Haré Kršna je z velké části postaveno na předpovědi, že jednoho dne dojde k tomu, že zpívání svatého jména boha Kršny bude rozšířeno v každé vesnici a městě. Prabhupáda často zdůrazňoval, že jeho kazatelská mise na Západ je pouze snahou naplnit přání jeho duchovního mistra, který toužil potom ať jeho žáci kážou v anglicky mluvících zemích.
Prabhupádovy snahy o šíření čaitanjovského hnutí a v posledku i snahy o založení mezinárodní organizace sahají ještě do doby před odjezdem do USA. Jedná se především o vydávání časopisu Back to Godhead a založení tzv. Ligy oddaných.
Ve svých stanovách hnutí Haré Kršna zmiňuje několik podstatných bodů, které hodlá ve svém programu naplnit. Jedná se především o:
- systematickou propagaci duchovního poznání za účelem vzdělat všechny lidi v technikách oddané lásky k Bohu.
- propagaci Kršnovy nauky tak, jak je zjevena v Bhagavadgítě a Šrímad Bhágavatamu
- umožnit členům sbližovat se navzájem a v posledku se tak sbližovat i se samotným Kršnou.
- edukovat a podporovat sankírtanové konkregační zpívání svatého jména Boha.
- seskupovat členy za účelem osvojení si jednoduššího a přirozenějšího způsobu života.
- systematická publikace knih, periodik a ostatního textového materiálu, což má sloužit naplnění výše zmíněných cílů.[7]

## Správa, organizace a její členové
Hlavním správním orgánem tohoto hnutí je řídící komise tzv. Governing Body Commision (GBC), která byla ustanovena 28. července 1970 a jejíž základní zodpovědností je šířit dále Prabhupádovo poslání a vykonávat instrukce jím ustanovené. Sekundárně se tento orgán stará o výkon moci a udržování vnitřní jednoty organizace. GBC má dohlížet nad vedením a nad duchovními standardy jednotlivých kazatelských center a chrámových středisek hnutí. Z počátku bylo členů jedenáct, nicméně organizační struktura se časem vyvinula. V rámci GBC funguje i řada dalších pozic a dílčích orgánů. Jedním z nich jsou místní správní tělesa, neboli tzv. Regional Governing Bodies (RGBs), která mají na starost konkrétní geografickou oblast světa; na regionální úrovni zodpovídají za implementaci nařízení vzniknutých z iniciativy GBC, za řešení lokálních konfliktů, za vytváření návrhů pro další vývoj aj.

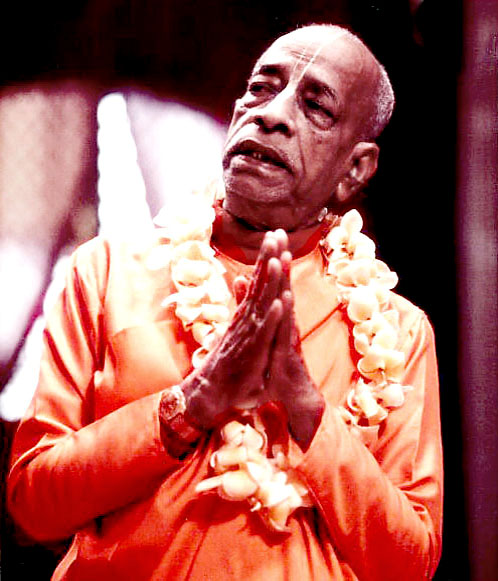
A.Č. Bhaktivédánta Svámí Prabhupáda.

V praxi se má věc tak, že každý chrám či kazatelské centrum spravuje představený chrámu (tzv. temple president), který je zodpovědný za chod celé lokální komunity: jak co se týče edukačních programů, chrámového uctívání božstev, vývoje kongregace, tak co se týče finančních záležitostí nebo obecně dohlížení na dodržování duchovního standardu. Jeho spravování je zároveň pod dohledem oblastního tajemníka ( tzv. zonal secretary), který je členem GBC. Nad ředitelem chrámu stojí oblastní rada, která je zase pod dohledem některého z členů GBC, přičemž tento pověřenec rozhoduje o strategických otázkách hnutí v daném regionu; jmenuje či odvolává chrámové vedoucí. V současné době GBC skýtá třicet čtyři členů, kteří se každoročně schází v Majápuru v západním Bengálsku.
GBC bylo tedy ze začátku primárně založeno z toho důvodu, aby se usnadnila organizační správa tohoto hnutí a aby usnadnila Prabhupádovi práci především v rámci organizace hnutí za jeho života a zvláště po jeho smrti. Nicméně dalším důvodem založení tohoto orgánu je také misionářská a propagační činnost v podobě distribuce knih a literatury, otevírání nových kazatelských center a vzdělávání nových oddaných, což vše probíhá za doprovodu a pomoci GBC. O vydávání knih se stará nakladatelství The Bhaktivedanta Book Trust (BBT), které bylo založeno Prabhupádou v březnu roku 1972. V rámci hnutí existuje řada speciálních ministerstev, která se soustředí na problémy v oblasti zdraví a blahobytu, vzdělávání v uctívání božstev či v oblasti ochrany krav.

## Představy, zvyky a kultura
Následující pasáž obsahuje seznam a krátký popis základních konceptů a praxe oddaných Kršny:
- Nejvyšší osobnost božství (Kršna): v překladu slovo Kršna znamená "černý", "tmavý" nebo také "vše přitažlivý". Podle védské tradice je Kršna Nejvyšším bohem, z kterého vše pochází a ke kterému se vše vztahuje. Kršna má mnoho jmen a označení; jedním z nich je právě Bhagaván, což v překladu znamená Nejvyšší Osobnost Božství. Kršna je popisován jako konečné útočiště, nejčistší, Absolutní Pravda; věčná, transcendentální, původní, nezrozená a největší osoba.[10] Kršna říká, že se zjevuje, kdykoliv nastává úpadek dharmy živých bytostí, to znamená, jakmile živé bytosti přestávají sloužit Nejvyššímu. Je-li živá bytost zaměstnána přílišnou službou vlastním smyslům a nastává-li přílišné požitkářství a uspokojování smyslů, Kršna se zjeví na planetě Zemi, aby znovu ustanovil dodržování usměrňujících zásad náboženského života.[11] Nejvyšší osobnost božství je neomezeným vlastníkem šesti druhů vlastností: a) bohatství b) moc c) sláva d) krása e) moudrost f) odříkání.[12] Dle tradice se Kršna zjevil naposledy před pěti tisíci lety. Cílem hnutí Haré Kršna je kultivovat oddanou lásku k bohu (bhakti), která jediná vede ke konečnému vymanění se z koloběhu rození a smrti (tzv. samsára). Oddaný tak může s Kršnou v rámci bhakti vybudovat jeden z těchto pěti vztahů: 1. může být oddaným s pasivním postojem; 2. může být oddaným s aktivním postojem; 3. může být oddaným jako přítel; 4. může být oddaným jako jeden z rodičů, a 5. může být oddaným s milostným vztahem k Pánu.[13]
- koncept živé bytosti; duše (tzv. džíva) a její převtělování (reinkarnace): Čaitanja Maháprabhu rozdělil živé bytosti na dvě základní skupiny: pohybující se a nehybné. Stromy, tráva, rostliny, kameny atd. se nepohybují, protože nemají dostatečně vyvinuté vědomí. Mají vědomí, ale zakryté. Existuje přes osm miliónů druhů živých bytostí—    ptáci, plazi, savci, hmyz, lidé, polobozi, atd.    —    a z nich tvoří lidské bytosti jen nepatrný zlomek.[14] Živá duše je ve své podstatě částí Boha, je tedy kvalitativně totožná, ale kvantitou se liší. Zapomnětlivé živé bytosti, podmíněné duše, si nevzpomínají na svůj vztah s Nejvyšším Pánem a jsou zahloubané v myšlenkách na hmotné činnosti. Individuální duše jsou náchylné k zapomínání, nicméně mají také všechny vlastnosti Svrchovaného Pána, ale pouze v nepatrném množství.[13] Také se hovoří, že duše se nikdy nerodí, ani neumírá; je nezrozená a věčná. Na rozdíl od těla, tak duše nepodléhá žádným změnám.[15] "Tak jako si člověk obléká nové šaty a odkládá staré, duše přijímá nová hmotná těla a odkládá stará a neužitečná."[16] Tímto způsobem si lze představit princip převtělování. „Tak jako vtělená duše prochází v tomto těle z dětství do mládí a do stáří, přechází také v okamžiku smrti do jiného těla." [17] Příčinou převtělování duše jsou hmotná pouta k tomuto světu; naše hmotné tužby a inklinace. Podle toho, co děláme v tomto životě (na základě naší karmy), se dostaneme buď výše, nebo poklesneme.[13] Podle Písem se každá bytost dostane do takového stavu bytí, který odpovídá jejímu vědomí v okamžiku smrti.[18] Tedy ten, kdo při umírání myslí na podobu Kršny, půjde ke Kršnovi do duchovní království zvané Kršnalóka.[19]

- bhakti-jóga neboli oddaná služba Bohu: Jóga se tradičně překládá jako "spojení". Když se hovoří o józe v tomto kontextu, má se na mysli spojení našeho vědomí s Nejvyšší Absolutní Pravdou. Tento proces se nazývá různě, podle používané metody spojení. Pokud proces spojení spočívá převážně v činnostech bez vidiny jejich plodů, nazývá se karma-jóga. Je-li převážně empirický, nazývá se džňána-jóga, a pokud je založený na vztahu oddanosti Nejvyššímu Pánu, nazývá se bhakti-jóga. Bhakti-jóga neboli proces rozvíjení vědomí Kṛšṇy je vrcholnou dokonalostí všech druhů jógy.[20] A všechny tyto druhy jógy vrcholí právě bhakti-jógou. Podle Bhagavadgíty lze Nejvyššího Pána Kršnu poznat pouze oddanou službou. Proto je třeba být plně oddán. Aby někdo Kršny dosáhl, měl by na Něho zcela upřít svou mysl a pracovat jen pro Něj. Nezáleží na tom, jakou práci dělá, ale má ji dělat výhradně pro Kršnu. Životním posláním oddaného je potěšit Kršnu. Základní způsob, jak potěšit Kršnu, je velmi jednoduchý. Stačí zpívat Haré Kršna mahámantru.[21]

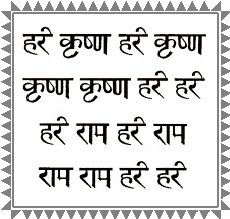
Haré Kršna mahámántra v prastarém jazyce sanskrtu zapsané pomocí písma dévanágarí.

- pronášení Haré Kršna mahámantry: Pouhým zpíváním Haré Kršna mahámantry (tzv. velké vznešené mantry) Haré Kršna Haré Kršna Kršna Kršna Haré Haré Haré Ráma Haré Ráma Ráma Ráma Haré Haré může člověk dosáhnout osvobození z tohoto světa a vrátit se zpátky k Bohu. Člověk nemusí provádět žádné složité védské obětní rituály. Zpívání přináší veškeré příznivé výsledky.[22] Zpívání mahámantry je ta nejlepší metoda, jak na konci života úspěšně změnit stav svého bytí.[18] Mysl je totiž svou přirozeností neklidná a poletuje z místa na místo, ale tím, že bude její soustředěnost upřena na zvukovou transcedentální vibraci, může se očistit a stát se kvalifikovanou pro přijetí do duchovního království.[13] V Bhagavadgítě se totiž říká, že dokonce i obchodník, pokleslá žena, dělník nebo bytosti na nejnižší úrovni života mohou dosáhnout Božího království.[23] To je dále doloženo na jiném místě, kde se říká, že zpíváním svatého jména Pána je člověk okamžitě osvobozen od reakcí za své hříchy, a to i přesto, že toto zpívání provádí nepřímo, např. žertem nebo nedbale.[24] Tichému a pomalému odříkání mantry v soukromí se říká džapa. Hlasitému a společnému zpívání mantry se říká kírtana. Když se mantra recituje takto veřejně, přináší to prospěch nejenom těm, kdo ji zpívají, ale i těm, kdo ji poslouchají.

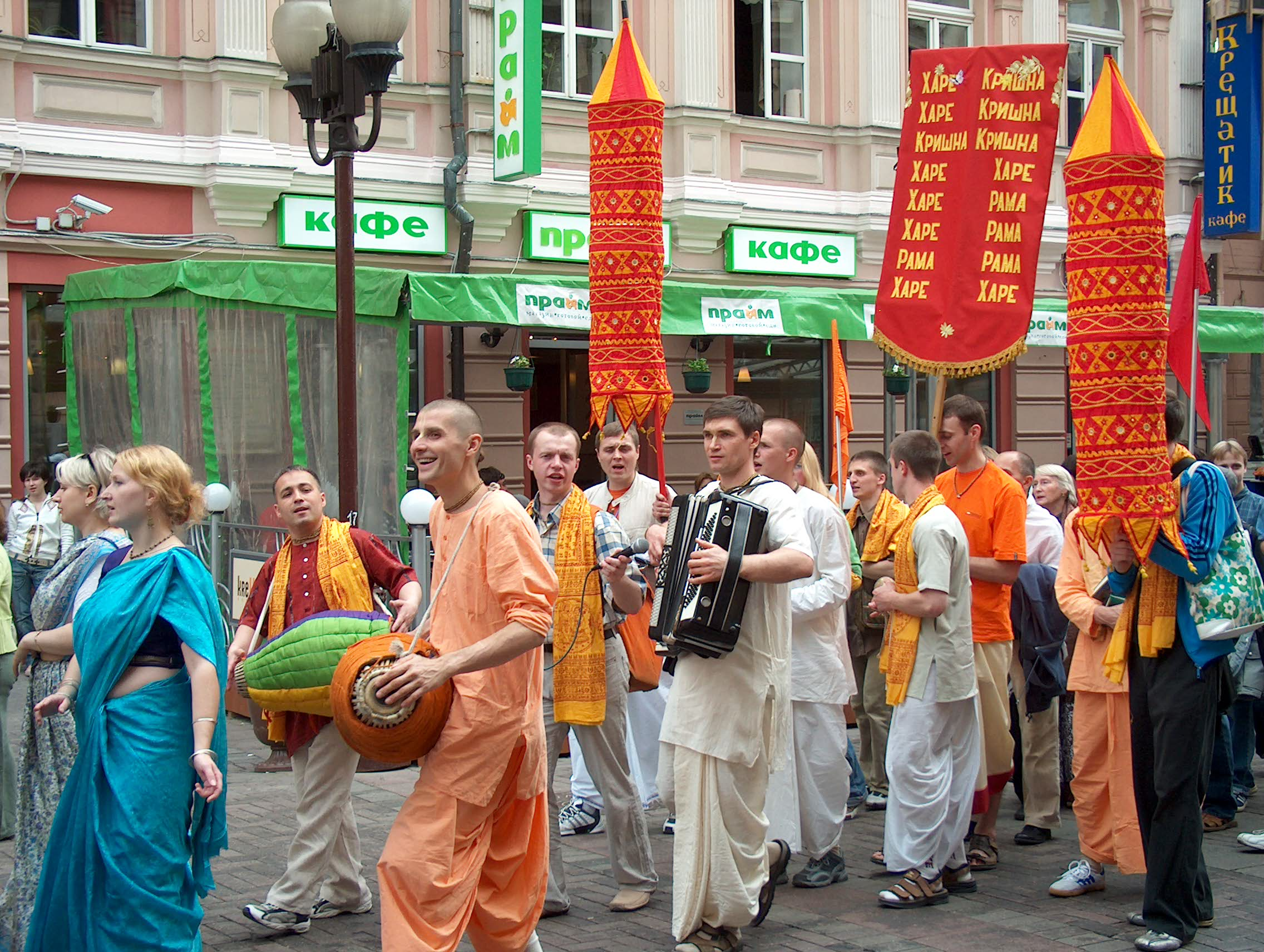
Oddaní Kršny v rámci sankírtanového hnutí provádějí tzv. harinám.

- Duchovní jídlo prasádam: V doslovném překladu slovo prasádam znamená milost, nicméně nejčastěji se slovo objevuje v jiném kontextu. Prasádam nejčastěji označuje zbytky jídla obětovaného Pánu Kršnovi. Je řečeno, že kdokoliv ctí a pravidelně jí prasádám, může okamžitě získat všechny výsledky zbožných činností, jako kdyby prováděl nespočetně obětních obřadů.[25] Prasádam by však nemělo být považováno za obyčejné jídlo, neboť je na duchovní úrovni.[26] Přijímáním prasádám se člověk osvobozuje od všech hříchů.[27] Jezení prasádam je velice prospěšné pro ovládání smyslů, bez kterého se nelze vyprostit z hmotného zapletení.[28]

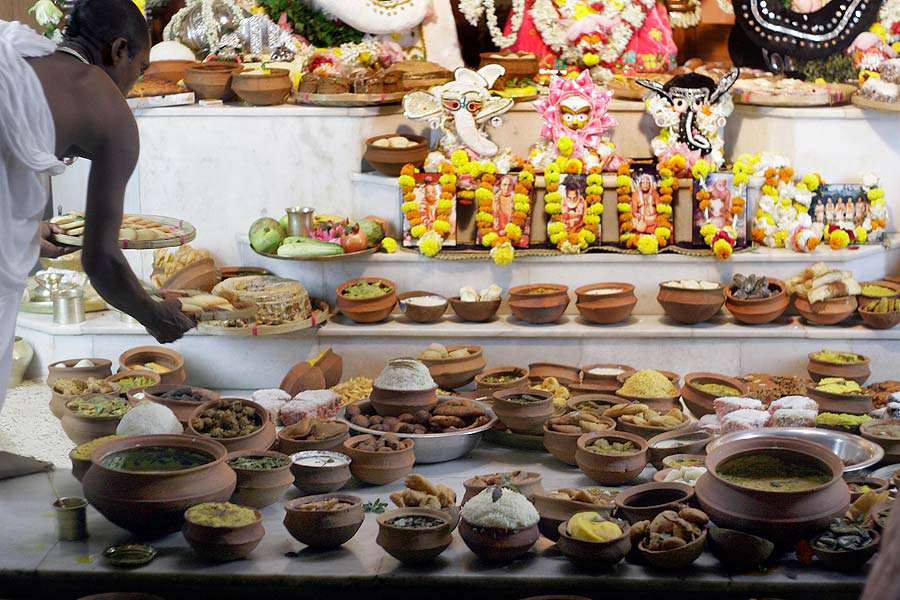
Desítky preparací, které jsou takto nejprve umístěny před vyobrazení Kršny a za recitace specifických manter se z nich stává mahá-prasádam.

- Vzhled oddaného: Padmapurána popisuje, že každý správný oddaný pána Višnua (tzv. vaišnava) by se měl zdobit tilakem a korálky z rostlinky tulasí. Tilak je v podstatě nahromaděný jíl z posvátných řek jako je Ganga nebo z jiných významných oblastí jako je Vrindávan. Oddaný si značí tělo těmito symboly, protože tak dává najevo, že jeho tělo je chrámem Boha. Tilak je jednak projevem úcty, tak ochrannou pomůckou před různými škodlivými vlivy. V Padmapuráně se dále píše, že přítomnost takto ozdobených lidí očišťuje svět a místo, kde setrvávají. Taktéž se mluví o tom, že kdokoliv, kdo nosí korálky z tulasí a zdobí se tilakem, je ochráněn před Jamadúty; posly krále Jamy, pána smrti.[25] Těchto značek je celkem dvanáct, přičemž se začíná na čele a při nanášení oddaný pronáší specifické mantry. Tilak si oddaní většinou nanášejí vždy po koupeli. Ranní koupel je velice důležitým aspektem dne, neboť člověk očišťuje jak svoje hrubohmotné tělo, tak tzv. jemnohmotné tělo, pod kterým si máme představit mysl a inteligenci. Čistota je tedy významným aspektem vzhledu takového oddaného. Po koupeli si muži posléze oblíkají tradiční indický oděv tzv. dhótí, což je asi třímetrový kus látky specifickým způsobem omotaný okolo těla. Bílá barva roucha znamená, že daný člověk je buď ve fázi začátečníka, nebo je ve stavu ženatého hospodáře. Oranžové (či šafránové) roucho nosí výhradně tzv. brahmačáríní (studenti) a oddaní, kteří se plně odevzdali vědomí Kršny a žijí odděleně od svých rodin. Ženy nosí oděv zvaný sárí, který je také z jednoho kusu látky, nicméně o něco delšího. I ženy si nanáší tilak, který ovšem doplňují tzv. bindi, což je červená tečka uprostřed čela, která značí, že žena je vdaná. Oddaní Kršny jsou také známí svým specifickým účesem tzv. šika, kdy je muž zcela oholen kromě místa na temeni hlavy, načež tyto vlasy nosí vždy svázané. Žena by měla nosit spíše vlasy dlouhé a na veřejnosti vždy svázané.

## Hnutí Haré Kršna v Česku
Kořeny hnutí Haré Kršna v Česku sahají už do období ČSSR. Jedním z prvních českých žáků Prabhupády se stal v roce 1976 Džajgurudéva dása, který rozdával knihy po celé západní Evropě. Prabhupáda již v tu dobu měl zájem o dění ve východním bloku a o možnosti šíření vědomí Kršny v těchto zemích. Jedním z prvních kazatelů ve východní Evropě se stal Harikéša svámí a Avinasčandra dása, kteří jako první začali organizované šíření tohoto hnutí v zemích za železnou oponou. Tyto cesty byly plné nepohodlí a nebezpečného dobrodružství, neboť jejich účastníci byli soustavně v ohrožení svobody nebo života. Harikéša svámí se později stává zástupcem GBC pro Německo a vytváří první oficiální strategii pro kázání v Německu. 
V témže roce do ČSSR přijel také Bhaktivaibhava svámí, kterému byla na hranicích zabavena Bhagavadgítá a obrázek Prabhupády. Severoevropská část Bhaktivedanta Book Trust, která sídlila ve Švédsku, začala vydávat knihy, jako byla Bhagava-gíta taková, jaká je, Zlatý avatár, Prabhupáda-život čistého oddaného a Šrí Išópanišad. Tyto knihy se tak postupně pašovaly přes Německo a Jugoslávii do Československa, a tam byly dále distribuovány. V polovině 80. let se objevuje už několik zájemců, kteří ovšem nedodržují všechny regulativní principy a nesnaží se vytvořit jednotnou organizaci. Nicméně začínají se postupně setkávat a vytvářejí se malé skupinky, načež se nedlouhé poté vytvořila pevná skupinka zájemců. V tu dobu se také začíná objevovat první myšlenka o založení komunity. Ta se navíc uskutečňuje již v roce 1988, kdy Ašvahari dása a Pavel Boháč kupují rodinný dům v Lanšperku v okrese Ústí nad Orlicí. Ještě téhož roku za oddanými přijel zmiňovaný Bhaktivaibhava svámí s touhou tuto nově vznikající komunitu povzbudit.
Tato komunita v Lanšperku už v současnosti dávno nefunguje, nicméně během času se zrodilo několik dalších společenství. Jedním z nich je ekologická farma Krišnův Dvůr na vesnici Městečko, v obci Chotýšany, kde se členové snaží vybudovat a prosazovat soběstačnou duchovní komunitu založenou na ekologickém a venkovském způsobu hospodaření. Komunita vznikla v roce 1990 a dodnes funguje. Další obdobnou komunitou je Nava Gókula v obci Skavsko v okrese Kroměříž, která vznikla z bývalého areálu JZD v roce 2015. Vedle těchto hospodářských komunit fungují také kazatelská centra v Praze a Brně. Nedílnou součástí působení hnutí Haré Kršna u nás jsou také vegetariánské restaurace v Praze, Brně, Svitavách nebo v Novém Městě na Moravě. V tomto směru je také relevantní zmínit firmu Damodara, která se zabývá výrobou veganských bezlepkových produktu a která je spravována oddanými žijícími v obci Nové Sady v okrese Vyškov.
Počet oddaných v hnutí pro vědomí Kršny je obtížné určit. Odhaduje se, že pevná základna tvoří zhruba 200-300 členů. Nicméně je otázkou, koho přesně považovat za člena. Menší počet je rozhodně těch, kteří se věnují oddané službě v podstatě celý den. Do této skupiny spadají zejména mniši (brahmačáríni) a oddaní, kteří žijí v komunitě či na farmě. Je možné totiž rozlišit druhou skupinu oddaných Kršny, kteří se věnují jiným zaměstnáním a do komunity či kazatelských center přijíždí na velké svátky. Obtížnost určit přesný počet členů je také spojený s velkou fluktuací. Do kontaktu s hnutí pro vědomí Kršny přišlo během jeho působení v ČR určitě několik tisíc lití, kteří např. navštívili nějaké centrum či událost a třeba se i ve svém čase na chvíli zapojili do hnutí. nicméně se ale nerozhodli stát plnohodnotnými oddanými. Podle poslední sčítání lidu (2021) se k hnutí přihlásilo 455 členů.

### Periodika
Hnutí vydávalo od roku 1994 vlastní časopis Náma Hatta s podtitulem časopis hnutí Haré Krišna. V letech 2001, 2003 a 2005 časopis nevycházel. 
Jiným periodikem byl Kršnův zpravodaj s podtitulem Časopis z Kršnova dvora, spojený především s Farmou Krišnův dvůr.
Roku 2018 vyšel, bez pokračování či nástupce, časopis Atma.